# 贺诚 (明朝)
贺诚（？—1644年），贺虎臣之子，賀讚之弟，明朝末年军事人物。

## 生平
贺诚身高七尺，美须髯，是生员，以忠义自许。兄贺诫承袭副千户，早死，无子，贺诚应当承袭，但让给其弟贺诠。李自成民变军隊攻陷保定，家人劝他换衣逃跑。责骂说：“吾忠臣子，偷生而逃，何以见先将军地下！”遂和妻子女儿投井而死。